# Алиша Молик
Алиша Молик (енгл. Alicia Molik; рођена 27. јануара 1981. у Аделејду, Аустралија) је аустралијска тенисерка пољског порекла, која је професионално играла тенис од 1999. до 2008. године. Њена највиша позиција на ВТА листи је 8. место, које је достигла 28. фебруара 2005. Освојила је пет титула.
Специјалност Моликове били су парови. Освојила је два Гренд слем турнира у женским паровима (Отворено првенство Аустралије 2005. и Отворено првенство Француске 2007). Такмичи се и за Аустралију у Купу федерација и Хопман купу.
Један од њених већих успеха у појединачној конкуренцији је освајање бронзане медаље на Олимпијским играма 2004. у Атини. У том мечу је победила тада 3. тенисерку планете Анастасију Мискину, са 6-3, 6-4 по сетовима.

## Биографија
Свој први Гренд слем турнир у конкуренцији женских парова Молик је освојила 2005 — Отворено првенство Аустралије у пару са Светланом Кузњецовом. У првих десет тенисерки планете пробила се 2005. године када је достигла четвртфинале Отвореног првенства Аустралије, у ком је изгубила од Линдси Давенпорт.
Молик је освојила и бронзану медаљу на Олимпијским играма 2004. у Атини, поразивши у два сета Анастасију Мискину, која је тада била 3. играчица планете.
Године 2005. Моликова је оболела од инфекције ува, због које је морала да се повуче и пропусти целу тениску сезону 2006. Упркос томе, очекивало се да ће наступити за Аустралију у Купу федерација, али ипак је и то пропустила, а уместо ње се такмичила Кејси Делаква.
Године 2007. Моликова је добила специјалну позивницу од организатора Отвореног првенства Аустралије да наступи на том турниру. То је значило њен повратак у професионални тенис. Пре тога се такмичила у Хопман купу у Перту. На Отвореном првенству Аустралије је поражена у трећем колу од Швајцаркиње Пати Шнидер. Захваљујући својим резултатима на овом турниру, Молик се пробила у првих сто тенисерки света. Такмичила се на Отвореном првенству Француске. У појединачној конкуренцији је изгубила већ у 1. колу, али је заједно са Маром Сантанђело освојила турнир у конкуренцији женских парова.
Вимблдон 2007. био је половично успешан за њу. Појединачно је изгубила у 2. колу од Серене Вилијамс, у женским паровима са Сантанђело у првом колу од Натали Деши и Суен Тјентјен. У конкуренцији мешовитих парова, изгубила је у финалу. Партнер јој је био Јонас Бјеркман, а изгубили су од британско-српског пара Џејми Мари и Јелена Јанковић.
Сезону 2008. започела је играњем у Хопман купу, где је поразила Луција Шафаржову, али је затим изгубила од Серене Вилијамс и Сање Мирзе. На Отвореном првенству Аустралије поразила је Шафаржову у првом колу, али је изгубила у другом од Никол Ваидишове, 2–6 3–6.
Наставак сезоне био је веома неповољан за Моликову. Од јануара, није победила ни у једном мечу. Ипак, имала је успеха у паровима, а један од тих успеха је победа на турниру у Сиднеју са Маром Сантанђело над првим паром планете, Каром Блек и Лизел Хјубер. Али, нису освојиле тај турнир. На Отвореном првенству Француске и Вимблдону 2008. су изгубиле већ у првом колу.
Моликова је примила специјалну позивницу за учешће на Олимпијским играма 2008. у Пекингу, а том приликом је рекла „да су то најбоље вести које је примила још од 2004. године“. Представљала је Аустралију заједно са колегиницама Самантом Стосур и Кејси Делаква, и изгубила је већ у првом колу, када ју је поразила Шпанкиња Марија Хосе Мартинез Санчез.

## ВТА финала

### Појединачно

#### Победе (5)
| Легенда           |
| Гренд слем (0)    |
| ВТА шампионат (0) |
| Тијер I (1)       |
| Тијер II (1)      |
| Тијер III (1)     |
| Тијер IV и V (2)  |

| Бр. | Датум             | Турнир                 | Подлога | Противница у финалу | Резултат         |
| 1.  | 12. јануар 2003.  | Хобарт, Аустралија     | Тврда   | Еми Фрејзер         | 6–2, 4–6, 6–4    |
| 2.  | 8. август 2004.   | Стокхолм, Шведска      | Тврда   | Татјана Перебијнис  | 6–1, 6–1         |
| 3.  | 24. октобар 2004. | Цирих, Швајцарска      | Тврда   | Марија Шарапова     | 4–6, 6–2, 6–3    |
| 4.  | 31. октобар 2004. | Луксембург, Луксембург | Тврда   | Динара Сафина       | 6–3, 6–4         |
| 5.  | 15. јануар 2005.  | Сиднеј, Аустралија     | Тврда   | Саманта Стосур      | 6–7(5), 6–4, 7–5 |

#### Порази (5)
- 2003: Сарасота (победница Анастасија Мискина)
- 2003: Будимпешта (победница Магуи Серна)
- 2004: Беч (победница Ана Смашнова)
- 2005: Доха (победница Марија Шарапова)

### Парови

#### Победе (7)
| Легенда           |
| Гренд слем (2)    |
| ВТА шампионат (0) |
| Тијер I (1)       |
| Тијер II (3)      |
| Тијер III (0)     |
| Тијер IV и V (1)  |

| Бр. | Датум             | Турнир               | Подлога | Партнерка          | Противнице у финалу                 | Резултат         |
| 1.  | 14. јун 2004.     | Истборн, Енглеска    | Трава   | Магуи Серна        | Светлана Кузњецова Јелена Лиховцева | 6–4, 6–4         |
| 2.  | 2. август 2004.   | Стокхолм, Шведска    | Тврда   | Барбара Шет        | Емануел Гаљиарди Ана Гренфелд       | 6–3, 6–3         |
| 3.  | 1. новембар 2004. | Филаделфија, САД     | Тврда   | Лиса Рејмонд       | Лајзел Хјубер Корина Морерју        | 7–5, 6–4         |
| 4.  | 17. јануар 2005.  | Мелбурн, Аустралија  | Тврда   | Светлана Кузњецова | Линдси Давенпорт Корина Морерју     | 6–3, 6–4         |
| 5.  | 21. фебруар 2005. | Доха, Катар          | Тврда   | Франческа Скјавоне | Кара Блек Лајзел Хјубер             | 6–3, 6–4         |
| 6.  | 21. март 2005.    | Мајами, Флорида, САД | Тврда   | Светлана Кузњецова | Лиса Рејмонд Рене Стабс             | 7–5, 6–7(5), 6–2 |
| 7.  | 28. мај 2007.     | Париз, Француска     | Шљака   | Мара Сантанђело    | Катарина Среботник Аи Сугијама      | 7–6(5), 6–4      |